# Salix uva-ursi
Espèce
Classification phylogénétique
Salix uva-ursi, le saule raisin-d'ours (Bear berry willow en anglais), est une espèce de plantes à fleurs de la famille des Salicaceae. C'est un saule nain natif du nord-est de l'Amérique du Nord (avec le Groenland) bien qu'on ne le trouve pas dans le Nouveau-Brunswick et l'île du Prince Édouard.

## Synonymie, variétés
- Salix ivigtutiana Lundström ;
- Salix arbuscula L. var. labradorica (Andersson) Andersson, Proc. Am. Acad. Arts Sci. 4: 71. 1858.
- Salix cutleri Tuck. Am. J. Sci. 14: 36. 1843.
- Salix cutleri β (var.) labradorica (Andersson) Andersson, in DC. Prodr. 16(2): 292. 1868.
- Salix ivigtutiana Lundstr. Öfvers. Vet. Akad. Förh. 41: 61, 88. 1884.
- Salix myrsinites L. var. parvifolia Andersson, in Blytt, Norges Flora 2: 450. 1861[2].
- S. myrsinites Linnaeus var. parvifolia Lange.

### Hybrides
Salix uva-ursi forme des hybrides naturellement avec Salix herbacea.

## Description

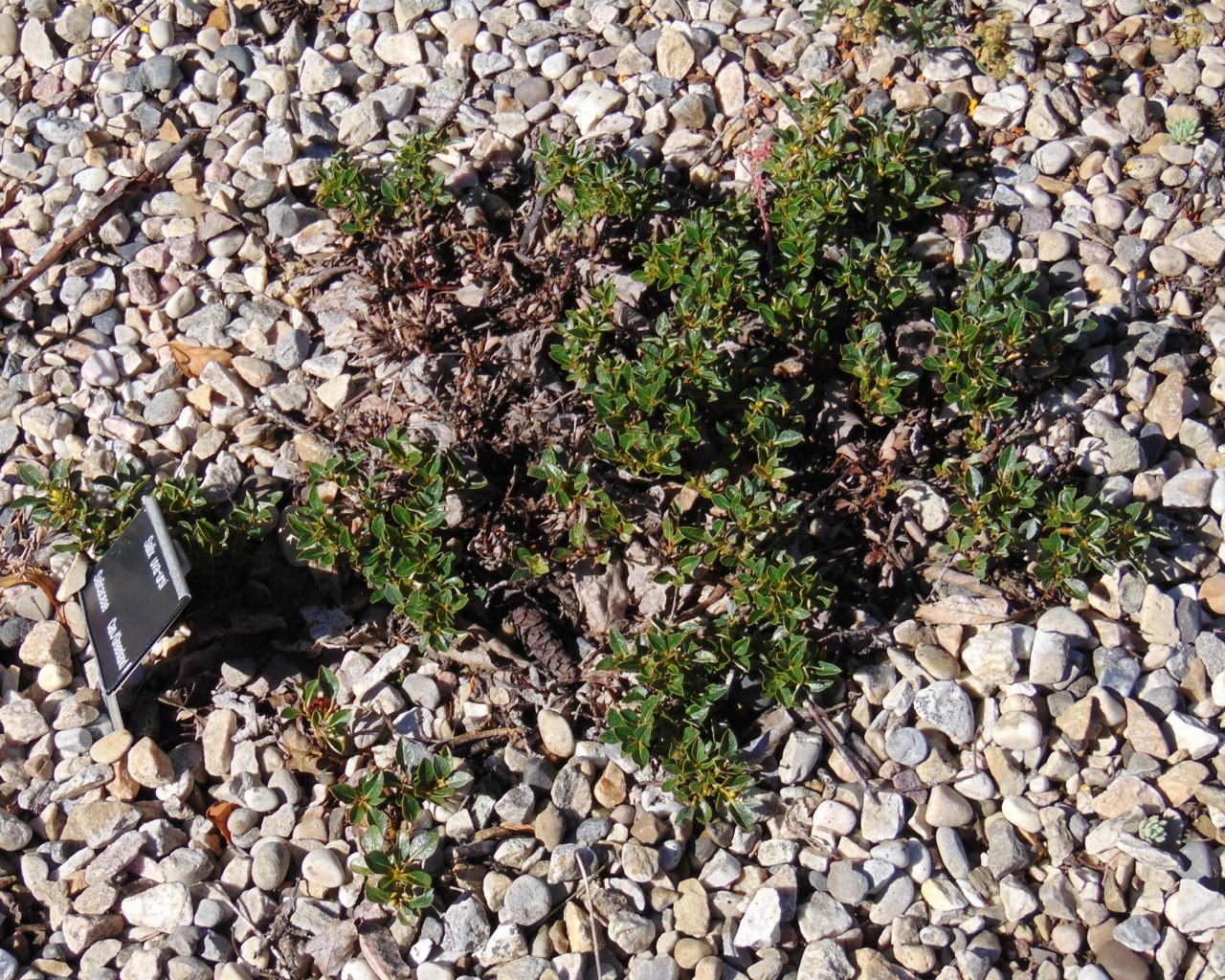
Plante naine.

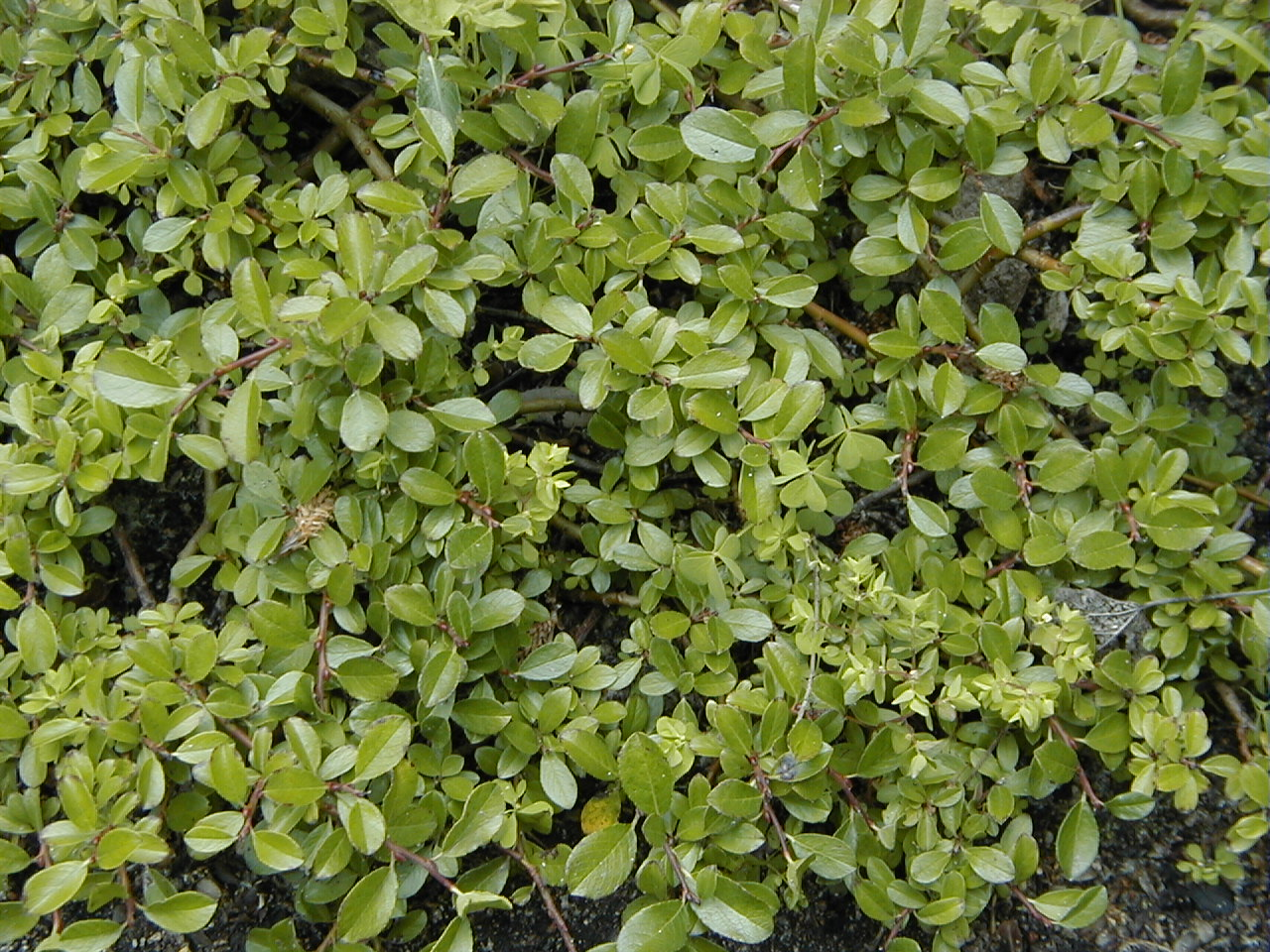
Feuillage brillant.

Le livre de Newsholme, Willows-Salix genus (Saules - Le genre Salix), mentionne que Salix uva-ursi  pousse généralement sur des roches calcaires à haute altitude, bien que certaines autres références suggèrent qu'il prospère aussi bien sur la roche granitique. Newsholme le décrit également comme : « Un arbre nain très rustique et très remarquable. Cette espèce nécessitant une situation rocheuse bien drainée ». Dans ce cas, nain signifie qu'il atteindra une hauteur maximale d'environ 15 cm.
La floraison a lieu de mi-juin à début août, à une altitude de 10 à 1 200 mètres, au Groenland, Saint-Pierre-et-Miquelon, Terre-Neuve-et-Labrador, N.S., Nunavut, Queensland, Maine, N.H., N.Y., Vt.
Chromosomie : 2n=38.